# Уметник у гладовању
„Уметник у гладовању” је приповетка Франца Кафке први пут објављена 1922. године. Ова приповетка је касније укључена у истоимену збирку прича, последњу књигу коју је Кафка припремио за објављивање, која је штампана убрзо након његове смрти. Протагониста, уметник у гладовању који се суочава са опадањем уважавања свог заната, типично је кафкијански: појединац маргинализован и жртвован од стране целокупног друштва. „Уметник у гладовању” истражује теме попут смрти, уметности, изолације, аскетизма, духовног сиромаштва, узалудности, личног неуспеха и корупције међуљудских односа.

## Радња
„Уметник у гладовању” је испричан ретроспективно кроз нарацију у трећем лицу. Приповедач се осврће неколико деценија уназад од „данас” до времена када се јавност дивила професионалним уметницима у гладовању, а затим осликава опадање интересовања за такве перформансе. Прича почиње општим описом „уметника у гладовању” пре него што се сузи на једног извођача, протагонисту.
Уметник у гладовању путовао је наоколо наступајући за радознале гледаоце. Седео би у кавезу у којем није било ичега осим сата и сламе, а увек би на њега пазили тимови посматрача које је бирала јавност (обично три месара) како би се уверили да не једе тајно. Упркос таквим мерама предострожности, многи, укључујући и неке од самих посматрача, били су убеђени да је уметник у гладовању варао. Такве сумње изнервирале су уметника у гладовању, као и четрдесетодневно ограничење поста које му је наметнуо његов промотер, или „импресарио”. Импресарио је инсистирао да је, после четрдесет дана, интересовање јавности за уметника у гладовању неминовно опадало, али је уметнику то временско ограничење било досадно и произвољно, јер га је спречавало да поправи свој рекорд и пости неограничено. На крају поста, уметника у гладовању, усред веома театралне фанфаре, изнели би из кавеза и натерали да једе, што је увек радио незадовољан. Ови наступи, праћени интервалима опоравка, понављали су се дуги низ година.
Упркос својој слави, уметник у гладовању се осећао незадовољно и несхваћено. Ако би гледалац, посматрајући његову привидну меланхолију, покушао да га утеши, он би букнуо од беса, тресући решетке свог кавеза. Импресарио би такве испаде кажњавао извињавајући се публици, истичући да је раздражљивост последица поста, а затим покушавао да демантује хвалисање уметника у гладовању да може да пости много дуже него што му је дозвољено приказивањем фотографија (које су такође биле на продају) уметника у гладовању на самрти на крају претходног поста. На овај начин, импресарио сугерише да су уметникова туга и лоше физичко стање изазвана постом, када је, по мишљењу уметника у гладовању, био депресиван због прераног престанка постова. Импресариова „перверзија истине” додатно је огорчила гладног уметника.
Наизглед преко ноћи, популарни укуси су се променили и јавно гладовање је изашло из моде. Уметник у гладовању је прекинуо везу са импресариом и запослио се у циркусу, где се надао да ће извести заиста чудесне подвиге гладовања. Више није главна атракција, добио је кавез на периферији циркуса, у близини кавеза са животињама. Иако је локација била лако доступна и људи су пролазили поред током пауза у циркуској представи, мало ко је обраћао пажњу на уметника у гладовању, делом зато што би гледаоци који би застали да га погледају стварали препреку у протоку људи на путу да виде животиње. Уметник у гладовању се у почетку радовао паузама, али је временом почео да их се плаши јер су значиле да ће бити буке и поремећаја и подсетиле би га да су његови дани славе прошли. Осећао се потлаченим призорима, звуцима и мирисима животиња, али се није усуђивао да се пожали из страха да не скрене пажњу на чињеницу да је више сметња него атракција.
На крају је уметника у гладовању јавност почела потпуно да игнорише, тако да нико, па ни сам уметник, није бројао дане његовог поста. Једног дана, надзорник је приметио нешто што је изгледало као празан кавез и запитао се зашто је неискоришћен. Он и неки пратиоци су чачкали по прљавој слами и пронашли уметника у гладовању на самрти. Пре него што је умро, замолио је за опроштај и признао да му се не треба дивити, јер је гладовао једноставно због тога што није могао да нађе храну по свом укусу. Уметник у гладовању је сахрањен са сламом из кавеза и замењен је пантером. Гледаоци су се гомилали око пантеровог кавеза јер је пантер, коме су увек доносили храну коју воли, толико уживао у животу.

## Теме
Постоји оштра подела међу критичким интерпретацијама „Уметника у гладовању”. Већина рецензената се слаже да је прича алегорија, али се не слажу око тога шта она представља. Неки критичари, указујући на аскетизам уметника у гладовању, сматрају га светитељском или чак христоликом фигуром. У прилог овом ставу, они наглашавају несветовност главног јунака, свештенички квалитет посматрача и традиционални религијски значај четрдесетодневног периода. Други критичари инсистирају да је „Уметник у гладовању” алегорија несхваћеног уметника, чију визију трансценденције и уметничке изврсности јавност одбацује или игнорише. Ово тумачење се понекад придружује анализи приче као аутобиографске. Према овом мишљењу, ова прича, написана пред крај Кафкиног живота, повезује уметника у гладовању са аутором као отуђеним уметником на самрти. Без обзира да ли се гладовање протагонисте види као духовно или уметничко, пантер се сматра антитезом уметника у гладовању: задовољена, телесност животиње стоји у изразитом контрасту са етеричношћу уметника глади.
Још једна интерпретативна подела окружује питање да ли се „Уметник у гладовању” треба читати иронично. Неки критичари сматрају причу саосећајним приказом несхваћеног уметника који настоји да се уздигне изнад просто животињских делова људске природе (коју представља пантер) и који је суочен са публиком која га не разуме. Други то сматрају Кафкиним ироничним коментаром уметничких претензија. Уметник у гладовању симболизује човека лишеног радости који не показује бујност, који чак и сопствену огромну дисциплину сматра неаутентичном, а пантер који га замењује очигледно треба да покаже оштар контраст између њих двоје. Ипак, бар једно тумачење је да Кафка изражава равнодушност света према сопственим уметничким скрупулама кроз невољу уметника у гладовању.
Критичарка Мод Елман тврди да не преживљавамо храном, већ погледом других и „немогуће је живети од глади осим ако не можемо бити виђени или представљени како то радимо”.